# Bektaschi-Witze
Bektaschi-Witze (türkisch bektaşi fıkraları) sind eine verbreitete türkische Witzgattung, die sich dem Orientalisten Klaus Kreiser zufolge „aus der Gleichgültigkeit ihrer Helden gegenüber der islamischen Pflichtenlehre nährt“.
Hadschi Bektasch Wali lebte im 13. Jahrhundert. Er war ein großer Derwisch und Sufi einer der berühmtesten Bruderschaften der Geschichte, der Bektaschi-Bruderschaft. Er gilt als der Lehrmeister der Aleviten und Bektaschis.
Bektaschi-Witze stammen meist nicht aus der Mitte der als Bektaschi bekannten Glaubensgruppe, sondern werden häufig über sie erzählt.
Die Bektaschis sind der Auffassung, dass der Koran zwei Bedeutungsebenen hat: eine äußere (vom arabischen Begriff zahir / ظاهر / ẓāhir) und eine innere (von arabisch بَاطِن, DMG bāṭin). Da der Zugang der Bektaschis zur Religion der „innere“ ist, werden diejenigen, die nur das Äußere der Religion sehen, humorvoll kritisiert. Die subtilen Bektaschi-Witze enthalten oft Satiren über Frömmeleien, Bigotterie und Konservatismus.
Sie thematisieren oft den lockeren Umgang des Säufers (ayyaş) Bekrî Mustafa mit den fünf Pflichten, diese Witze um die Figur des Bekrî Mustafa werden jedoch auch zu einer eigenen Gattung gezählt.

## Beispiel
„Ein Bektaschi wurde gefragt: ,Wie hast Du’s mit dem Ramadan gehalten?‘ Dieser antwortete lächelnd: ,Wir haben 30 Leute zusammengeholt und ihn an einem Tag erledigt.‘“